# 뒤음순신경
뒤음순신경(posterior labial nerves), 또는 후음순신경은 샅신경의 종말가지이다. 전체적인 주행 경로는 뒤음낭신경과 유사한데, 음부신경에서 갈라져 나온 샅신경이 뒤음순신경으로 끝난다. 뒤음순신경은 안쪽과 가쪽, 두 개의 가지를 낸다. 샅막을 관통한 뒤음순신경은 질의 아래쪽 부분과 대음순에 분포한다. 뒤음순동맥과 함께 주행한다.
남성에서는 뒤음낭신경에 대응된다.